# 캄차카뒤쥐
캄차카뒤쥐(Sorex camtschatica)는 땃쥐과에 속하는 포유류의 일종이다. 러시아의 토착종이다.

## 분류학
1972년에 처음 기술되었다. 이전에는 가면뒤쥐의 아종으로 간주했다.

## 분포
캄차카뒤쥐는 캄차카반도의 오몰론 강 상류에 이르는 시베리아 남동부의 수변 관목림에서 서식한다.